# Comunità Montana Alta Val Bormida
Die Comunità Montana Alta Val Bormida war eine Comunità montana in der norditalienischen Region Ligurien. Politisch gehörte sie zu der Provinz Savona.
Durch ein Regionalgesetz aus dem Jahr 2010 wurden die Comunità montane der Region Ligurien abgeschafft. Die Verwaltungsgemeinschaft befindet sich in Liquidation.

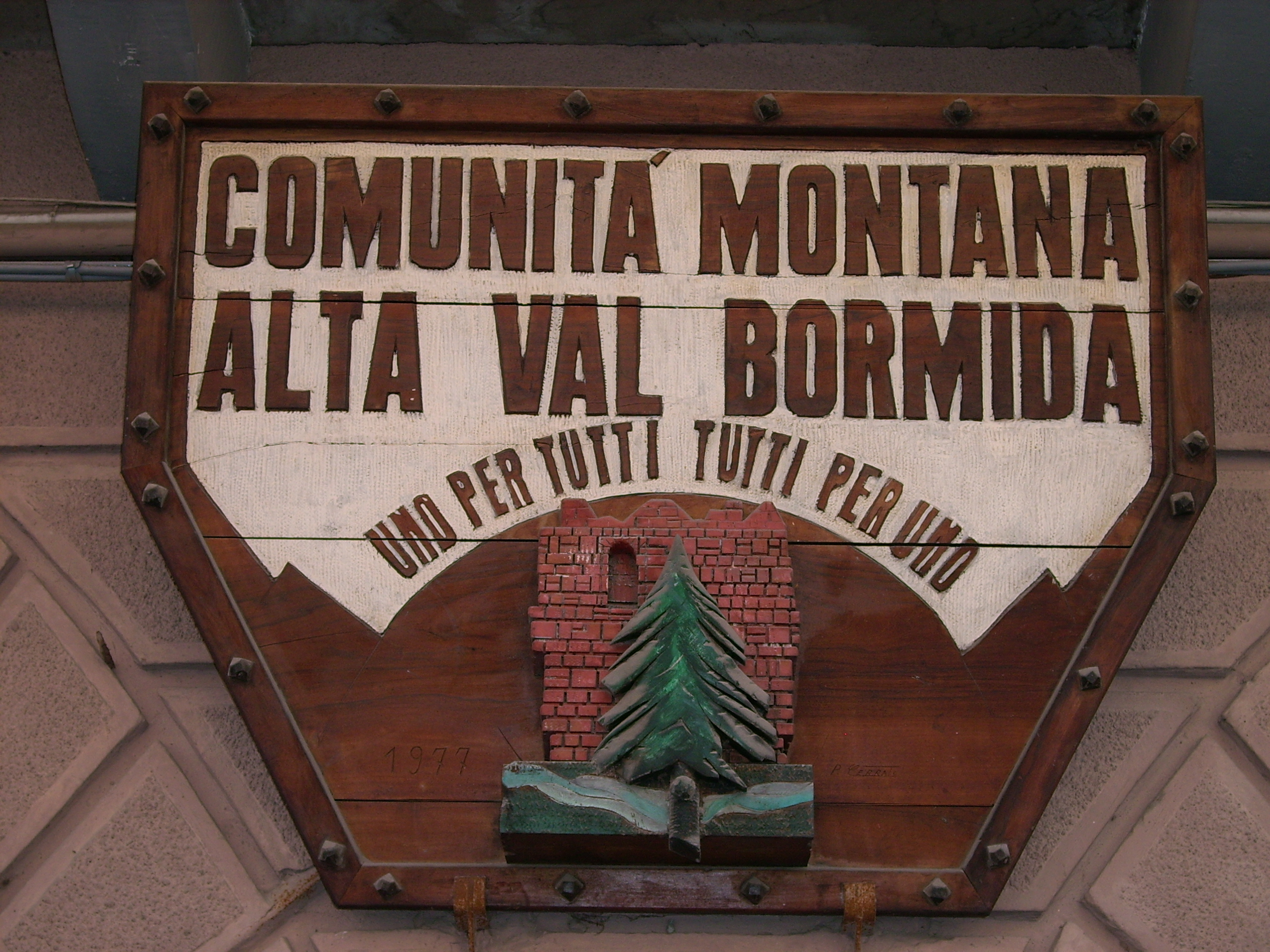
Schild der Comunita Montana Alta Val Bormida, mit dem Schriftzug Einer für Alle, Alle für Einen

Zu der Comunità montana gehörten die Gemeinden Altare, Bardineto, Bormida, Cairo Montenotte, Calizzano, Carcare, Cengio, Cosseria, Dego, Mallare, Massimino, Millesimo, Murialdo, Osiglia, Pallare, Piana Crixia, Plodio, Roccavignale.
Das Territorium des Gemeindezusammenschlusses umfasste den oberen Abschnitt des Val Bormida und setzte sich aus der Summe der Territorien der Einzelgemeinden zusammen. Sitz der Verwaltung war Millesimo.